# Ałandskoje
Ałandskoje (ros. Аландское) – wieś (sieło) w Rosji, w obwodzie orenburskim, w rejonie kwarkieńskim. W 2010 liczyła 796 mieszkańców.